# Cosmin Ciotloș
Cosmin Ciotloș (n. 5 mai 1983) este un critic literar, eseist și cadru didactic universitar român. Este conferențiar universitar doctor habil. al Facultății de Litere, Universitatea din București, unde predă Literatura română modernă și contemporană. Este cunoscut pentru studiile dedicate generației optzeci, operei lui Mateiu I. Caragiale și pentru contribuțiile aduse relecturii critice a canonului postbelic românesc. Este colaborator constant al revistelor România literară și Dilema veche și realizator al rubricii săptămânale Semn de carte la Radio România Cultural.

## Biografie și formare
Cosmin Ciotloș a absolvit Facultatea de Litere, Universitatea din București în 2008, specializarea Limba și literatura română – Știința imaginii, a urmat un master în studii literare românești, finalizat în 2010, iar în 2013 a obținut titlul de Doctor în filologie, cu o teză despre poezia generației optzeci, coordonată de Nicolae Manolescu. A efectuat un stagiu de cercetare la Université Saint-Quentin-en-Yvelines (Franța) în 2012–2013.

## Carieră academică
Începând cu 2010, Cosmin Ciotloș a predat în cadrul Departamentului de Studii Literare al Facultății de Litere, Universitatea din București, fiind promovat lector universitar în 2019. În 2024 și-a susținut abilitarea, devenind conducător de doctorat. Din 2025 este conferențiar universitar. A susținut cursuri și seminare despre epoca Junimii, literatura interbelică, poezia generației optzeciste, istoria cenaclurilor literare și literatura română postbelică. Domeniile sale de cercetare includ: literatura română modernă și contemporană, istoria literaturii, critica literară și cultura scrisă postdecembristă.

## Activitate critică și publicistică
Cosmin Ciotloș a publicat cronici literare și studii critice în principalele reviste culturale din România: România literară, Caiete critice, Transilvania, Dilema veche , Observator cultural ș.a. Între 2010 și 2015 a fost redactor asociat la România literară. A colaborat cu TVR Cultural și TVR1 și a susținut rubrici de cronică literară la Noua Revistă Vorbită și, ulterior, la Revista literară radio, ambele difuzate de Radio România Cultural. Activitatea sa cuprinde peste 700 de articole, recenzii, prefețe și studii, multe dintre ele dedicate redescoperirii și reevaluării literaturii române postbelice.

## Lucrări publicate

### Volume de autor
- Cenaclul de Luni. Viața și opera, Pandora M, 2021, ISBN 9786069783344
- Elementar, dragul meu Rache. Detalii mateine sub lupă, Humanitas, 2017, ISBN 978-973-50-5898-2
- Anton Pann. Până când nu te iubeam, Polirom, 2024, ISBN 978-973-46-9930-8

### Ediții și antologii coordonate
- 111 cele mai frumoase poezii ale generației ’80, Editura Nemira, 2015
- Levantul, de Mircea Cărtărescu (ediție adnotată), Humanitas, 2016[3]
- A fost un timp când vă spuneam și vouă – Emil Brumaru, Casa Radio, 2020
- Poemul care se împotrivește – Traian T. Coșovei, Casa Radio, 2021[4]
- Ce-ar ști adică un poet despre viață – Dan Sociu, Casa Radio, 2022
- Insurecții/Incantații – Magda Cârneci, Casa Radio, 2023[5]

### Colaborări și volume colective
- Harta și legenda. Mircea Cărtărescu în 22 de lecturi, în colaborare cu Oana Fotache, Editura Muzeul Literaturii Române, 2020[6]
- Adriana Babeți (coord.) Dicționarul romanului central-european din secolul XX, Polirom, 2022

## Contribuții și recunoaștere
Cosmin Ciotloș este recunoscut pentru demersurile de reevaluare critică a generației ’80 și a poeziei române postmoderne. A fost membru în juriile mai multor premii literare, inclusiv Premiile Sofia Nădejde, Gala Bun de Tipar, Concursul de debut Valentin Nicolau sau Premiile revistei Observator Cultural. Este membru al Asociației de Literatură Generală și Comparată din România și colaborator al Muzeului Național al Literaturii Române.

Bogdan Crețu: „Cenaclul de Luni. Viața și opera (Editura Pandora M) continuă metoda de investigație, dar extinde foarte mult domeniul. Cosmin Ciotloș rămîne același critic detectiv, atent la orice amănunt, căruia nu îi scapă nimic, care reface sau imaginează legătura dintre lucruri pînă le pune într-un algoritm care cucerește. Critica lui are ceva din savoarea savantlîcului exprimat de Șerban Cioculescu (ca și autorul Varietăților critice, și Ciotloș exaltă cînd descoperă o eroare de informație, cînd poate pune în circulație un text îngropat în vreo revistă provincială, cînd găsește sursele unor opere vechi în cele mai noi), dar și din orgoliul frondeur al unui Alexandru George, gata mereu să răstoarne imaginile critice consacrate (deși aici e și o strategie de care Nicolae Manolescu a știut mereu să se folosească), din șarmul eseisticii Ioanei Pârvulescu, mergînd pe poteci puțin călcate ori din efervescența, lexicală cel puțin, a unui G. Călinescu, mereu în căutarea cuvîntului rar, a neologismului pempant”.
Pentru volumul Cenaclul de Luni. Viața și opera a fost distins cu:
- Premiul pentru critică literară al revistei Observator cultural
- Premiul pentru critică literară al Festivalului Internațional de Literatură Bac-Fest (2022)
- Premiul Ateneu pentru critică literară